# Gripenberg (adelsätt)
Gripenberg är en svensk adelsätt som också immatrikulerats i Finland, där också med friherrlig värdighet. Den ursprungliga huvudmannagrenen överflyttade till Ryssland på 1800-talet. Släkten hette Witte och Wittman innan den adlades. Ätten fortlever såväl i Sverige som i Finland.

## Ättens äldsta historia
Ättens äldste kände stamfader är Jacob Jöransson Witte (död 1659), som var landbofogde på Marieborg i Östra Eneby socken i Östergötland. Hans son Johan Wittman (1637–1703) blev som sextonåring mönsterskrivare vid Västerbottens regemente, och hade avancerat till krigskommissarie i Finland, när han år 1678 adlades med namnet Gripenberg. Ätten introducerades två år senare på nummer 931. Johan Wittman nobil. Gripenberg, som sedermera blev vice landshövding i Nylands och Tavastehus län, skrev sig till Engelsjö och Tardis. Han var gift tre gånger och fick 25 barn. Första hustrun var Anna Sophia Witte från Tyskland, och genom henne kom ätten att fortleva på svärdssidan med äldsta barnet kaptenen vid Viborgs infanteri Jacob Gripenberg. Margareta Gripenberg, en syster till sistnämnde, var mor till riksrådet Carl Johan Stiernstedt.
Jacob Gripenberg var gift med Sophia Maria von Hirscheit, och ätten fortlevde därifrån i ett led på svärdssidan med överstelöjtnanten Johan Albrecht Gripenberg till Storpojko i Birkala socken, vars första hustru tillhörde ätten von Essen af Zellie.
En son till Johan Albrecht Gripenberg, Odert Johan Gripenberg var överstelöjtnant i armén. Hans första hustru var Eva Silfversvan, vars mor var en Charpentier.
Stamfader för den ännu i Sverige fortlevande huvudmannagrenen är en sonson till Odert Johan Gripenberg, kaptenen i artilleriet Carl Fredrik Wilhelm Gripenberg och dennes hustru Anna Elisabeth von Gall från Oldenburg.
En yngre, ännu fortlevande gren av ätten härstammar från förste majoren Adolf Albrecht Gripenberg som till hustru hade grevinnan Ulrika Charlotta von Hermansson. Medlemmar från den finländska grenen av ätten har återinvandrat till Sverige och erhållit representationsrätt i föreningen  Riddarhuset.

## Ätten i Finland och Ryssland
Några av Odert Johan Gripenbergs söner och ättlingar immatrikulerades vid Finlands riddarhus där ätten fick nummer 69 bland adelsmän. En sonson till honom, Carl August Edvard Gripenberg (1813–1863), blev huvudman för ätten, som fortlevde i Ryssland vid Februarirevolutionen 1917, men dess vidare öden där är sedan okända.[källa behövs]

## Friherrliga ätten i Finland
En kusin till Carl August Edvard Gripenberg, senatorn Johan Ulrik Sebastian Gripenberg, upphöjdes till finländsk friherre år 1865 och introducerades på nummer 48 bland friherrar på Finlands riddarhus. Den friherrliga såväl som den adliga ätten fortlever i Finland.
I Finland har släkten en aktiv släktförening med egen hemsida.

## Personer med efternamnet Gripenberg

### Alfabetiskt ordnade
- Alexandra Gripenberg (1857–1903), finländsk författare
- Alexis Gripenberg (1852–1927), ambassadör, Finlands förste diplomatiske representant i Sverige 1917–1919
- Bertel Gripenberg (1878–1947), finländsk diktare
- Bertel Gripenberg (arkitekt) (1920–2013), finländsk arkitekt
- Carl Magnus Gripenberg, major under finska kriget 1808–1809
- Catharina Gripenberg (född 1977), finlandssvensk författare
- Catri Gripenberg (1884–1957), finländsk författare
- Claës Gripenberg (1911–1976), finlandssvensk översättare
- Georg Achates Gripenberg (1890–1975), Finlands ambassadör i Sverige 1943–1956
- Gustaf Adolf Gripenberg (1854–1918), finländsk militärhistoriker
- Hans Henrik Gripenberg (1754–1813), militär
- Jarl Gripenberg (1914–1997), finländsk kemiingenjör
- Johan Ulrik Sebastian Gripenberg (1795–1869), finländsk ämbetsman
- Jörn Gripenberg (född 1945), finländsk arkitekt
- Lennart Gripenberg (1852–1933), rysk-finländsk ämbetsman
- Maggie Gripenberg (1881–1976), finländsk dansare
- Mauritz Gripenberg (1869–1925), finländsk militär och arkitekt
- Odert Gripenberg (1788–1848), skolledare
- Ole Gripenberg (1892-1979), finländsk arkitekt
- Oskar Gripenberg (1838–1916), rysk general
- Saga Gripenberg (1920–2012), finlandssvensk översättare
- Sebastian Gripenberg (1850–1925), finländsk arkitekt

### Kronologiskt ordnade
- Hans Henrik Gripenberg (1754–1813), militär
- Odert Gripenberg (1788–1848), skolledare
- Carl Magnus Gripenberg, major under finska kriget 1808–1809.
- Johan Ulrik Sebastian Gripenberg (1795–1869), finländsk ämbetsman
- Oskar Gripenberg (1838–1916), rysk general
- Sebastian Gripenberg (1850–1925), finländsk arkitekt
- Alexis Gripenberg (1852–1927), ambassadör, Finlands förste diplomatiske representant i Sverige 1917–1919
- Lennart Gripenberg (1852–1933), rysk-finländsk ämbetsman
- Gustaf Adolf Gripenberg (1854–1918), finländsk militärhistoriker
- Alexandra Gripenberg (1857–1903), finländsk författare
- Mauritz Gripenberg (1869–1925), finländsk militär och arkitekt
- Maggie Gripenberg (1881–1976), finländsk dansare
- Catri Gripenberg (1884–1957), finländsk författare
- Bertel Gripenberg (1878–1947), finländsk diktare
- Georg Achates Gripenberg (1890–1975), Finlands ambassadör i Sverige 1943–1956
- Ole Gripenberg (1892-1979), finländsk arkitekt
- Bertel Gripenberg (arkitekt) (1920–2013), finländsk arkitekt
- Claës Gripenberg (1911–1976), finlandssvensk översättare
- Jarl Gripenberg (1914–1997), finländsk kemiingenjör
- Saga Gripenberg (1920–2012), finlandssvensk översättare
- Jörn Gripenberg (född 1945), finländsk arkitekt
- Catharina Gripenberg (född 1977), finlandssvensk författare